# Rodopi (Verlag)
Rodophi B.V. war ein niederländischer Verlag mit Sitz in Amsterdam. Er wurde 1966 gegründet und 2014 vom ebenfalls niederländischen Wissenschaftsverlag Brill übernommen. Brill führt Rodopi als Imprint fort.
Rodopi veröffentlichte rund 150 Titel pro Jahr in 60 Peer-Review-wissenschaftlichen Fachzeitschriften und Buchserien. Hauptsprache der Veröffentlichungen war Englisch, zudem Französisch, Deutsch und Spanisch. Die Backlist umfasst rund 4000 Titel.
Schwerpunkte der Veröffentlichungen waren:
- Kunst und Musik
- Kino
  - Contemporary Cinema
- Geschichte
- Sprache und Literatur
  - Amsterdamer Publikationen zur Sprache und Literatur, Internationale Forschungen zur allgemeinen und vergleichenden Literaturwissenschaft
  - Collection Monographique Rodopi en Littérature Française Contemporaine
  - Amsterdamer Beiträge zur neueren Germanistik, Amsterdamer Beiträge zur älteren Germanistik
  - Daphnis
  - Biblioteca Hispanoamericana y Española de Amsterdam
- Philosophie
  - Erlanger Beiträge zur Englischen Philologie, Studien zur Österreichischen Philosophie, Fichte-Studien, Grazer Philosophische Studien, Elementa - Schriften zur Philosophie und ihrer Problemgeschichte
- Gesellschaft
  - Matatu - Journal for African Culture and Society
- Medizingeschichte